# Kohlevergasung
Kohlevergasung ist die Überführung von Kohlenstoff (C) in brennbare gasförmige Verbindungen, speziell Wassergas (Synthesegas), Generatorgas und Stadtgas.

## Geschichte
Bereits Antoine Laurent de Lavoisier nutzte die Kohlevergasung zur Herstellung von Wassergas. Zu Beginn des 19. Jahrhunderts entwickelte die englische Leuchtgasindustrie Verfahren zur Kohlevergasung. Der erste Generator wurde 1840 gebaut. 1854 wurde dann ein Verfahren eingeführt, den bei der Wassergasreaktion erhaltenen Wasserstoff vom Kohlenstoffmonoxid abzutrennen, indem man das Kohlenstoffmonoxid mit überschüssigem Wasserdampf zu Kohlenstoffdioxid umwandelte. Bedeutungsvoll wurde die Kohlevergasung dann zu Beginn des 20. Jahrhunderts, als der Bedarf an Synthesegasen zunahm. In den 1920er Jahren wurde das Winkler-Verfahren und in den 1930er Jahren das Lurgi-Verfahren entwickelt, das für die Stadtgaswirtschaft brauchbar war. Anfang der 1950er Jahre wurde der erste Koppers-Totzek-Reaktor in Betrieb genommen, der die Vergasung von Kohlestaub mit Luft erlaubte. Überlegungen zum Einsatz von Hochtemperatur-Kernreaktoren als Lieferant der Prozesswärme für die Kohlevergasung wurden nicht realisiert.

## Verwendung
Stadtgas fand seine Verwendung vor allem bei der Straßenbeleuchtung und zur Innenbeleuchtung großer Gebäude im 19. Jahrhundert. Zahlreiche Städte errichteten Gaswerke zur Erzeugung von Stadtgas aus Kohle. Der dabei auch durch die Kohleentgasung entstandene Koks wurde in der Stahlindustrie bzw. auch als Brennstoff weiterverwendet. Erst gegen Anfang des 20. Jahrhunderts wurde Stadtgas auch für das Heizen und Kochen eingesetzt. Ab den 1960er Jahren wurde es allmählich durch Erdgas ersetzt. Neben der früheren Herstellung von Stadtgas war bzw. ist die Kohlevergasung bedeutungsvoll für den Einsatz in Kraftwerken, für die chemische Industrie (Synthesegas) und für die Hüttenindustrie.

## Wassergas
Über die endotherme Reaktion:
{\displaystyle \mathrm {C\ +\ H_{2}O\ \longrightarrow \ CO\ +\ H_{2}} \qquad \Delta H_{R}=+131\ \mathrm {kJ/mol} \,}
entsteht aus Kohle, die zuvor durch Verbrennung an Luft aufgeheizt wurde, und Wasserdampf sogenanntes Wassergas, eine Mischung aus Kohlenstoffmonoxid und Wasserstoff. Es handelt sich um eine Gleichgewichtsreaktion.
Diese Reaktion wurde 1780 von Felice Fontana entdeckt.
Das entstehende Gas wird unter anderem auch als Synthesegas oder Syngas bezeichnet, da es sich für die Synthese verschiedener chemischer Substanzen wie Methanol eignet.

## Generatorgas (Kohlenstoffmonoxid)
Generatorgas wird durch unvollständige Verbrennung von Koks mit Luft erzeugt. Hierbei reagiert Kohle, die zuvor durch Verbrennung an Luft aufgeheizt wurde, mit Kohlendioxid in einer Gleichgewichtsreaktion (Boudouard-Gleichgewicht) zu Kohlenstoffmonoxid.
{\displaystyle \mathrm {C\ +\ O_{2}\ \longrightarrow \ CO_{2}} }
{\displaystyle \mathrm {C\ +\ CO_{2}\ \longrightarrow \ 2\ CO} }
Die Gesamtreaktion ergibt sich zu:
{\displaystyle \mathrm {2\ C\ +\ O_{2}\ \longrightarrow \ 2\ CO} }

## Kohlehydrierung
Bei der Kohlehydrierung entstehen Kohlenwasserstoffe unterschiedlicher Kettenlängen:
{\displaystyle \mathrm {m\ C\ +\ n\ H\ \longrightarrow \ C_{m}H_{n}} }
Je nach Kettenlänge sind die Reaktionsprodukte gasförmig (Methan, Ethan, Propan, Butan) oder flüssig (höhere Alkane, die beispielsweise Verwendung finden in Benzin und Dieselkraftstoff). Bei flüssigen Produkten spricht man von Kohleverflüssigung.

## Konvertierungen
Hierbei werden Gase in Sekundärreaktionen aus den Produkten der Kohlevergasung erzeugt.
Konvertierung zu Wasserstoff:
{\displaystyle \mathrm {CO\ +\ H_{2}O\ \longrightarrow \ CO_{2}\ +\ H_{2}} \qquad \Delta H_{R}=-42,3\ \mathrm {kJ/mol} \,}
Konvertierung zu Methan:
{\displaystyle \mathrm {CO\ +3\ H_{2}\ \longrightarrow \ CH_{4}\ +\ H_{2}O} \qquad \Delta H_{R}=-206\ \mathrm {kJ/mol} \,}

## Vergasungsverfahren
Für die Vergasung von Kohle wurden unterschiedliche Vergasungsverfahren entwickelt, die den unterschiedlichen Anforderungen nach den Einsatzstoffen (Steinkohle, Braunkohle), nach der Körnigkeit der Einsatzstoffe und nach den gewünschten Endprodukten Rechnung tragen. Im Allgemeinen werden Festbett-, Wirbelschicht- und Flugstromvergaser unterschieden. Diese sind:
- die General Electric-Flugstromvergasung (früher Texaco)
- die „Winkler-Vergasung“ oder das „Hochtemperatur-Winkler-Verfahren“ (HTW) für den Einsatz von Braunkohle, Torf, Holz und Klärschlamm. Der Winkler-Generator wurde ab 1921 von dem Chemiker Fritz Winkler bei BASF entwickelt. Es ist ein Wirbelschichtvergaser.
- das Koppers-Totzek-Verfahren oder Krupp-Koppers-Totzek (~1952) (Flugstromvergaser)
- das PRENFLO-Verfahren von ThyssenKrupp Uhde GmbH (Flugstromvergasung)
- die Shell-Flugstromvergasung
- der E-Gas-Flugstromvergaser von ConocoPhillips
- die Sasol-Lurgi-Festbettdruckvergasung (Entwicklung seit ~1925)
- „BGL“, British Gas Lurgi Druckvergaser (Schlackebadvergaser), z. B. Industriepark Schwarze Pumpe
- das GSP-Verfahren (nach Georg Bilkenroth und Erich Rammler), entwickelt am Deutschen Brennstoffinstitut in Freiberg und im Gaskombinat Schwarze Pumpe (Flugstromvergaser, Braunkohlenhochtemperaturkoks)
- allotherme Wasserdampfverfahren (ab 1980)